# Toporec
Toporec (Hongaars: Toporc) is een Slowaakse gemeente in de regio Prešov, en maakt deel uit van het district Kežmarok.
Toporec telt 1.839 inwoners.